# This Time (album Thomasa Andersa)
This Time – ósmy album niemieckiego piosenkarza Thomasa Andersa, wydany 23 lutego 2004 roku.

## Lista utworów
| Nr  | Tytuł utworu                 | Długość |
| --- | ---------------------------- | ------- |
| 1.  | „King Of Love”               | 3:34    |
| 2.  | „Independent Girl”           | 3:41    |
| 3.  | „Tonight Is The Night”       | 3:43    |
| 4.  | „Live Your Dream”            | 3:42    |
| 5.  | „Nothings Gonna Stop Me Now” | 3:36    |
| 6.  | „Playing With Dynamite”      | 3:12    |
| 7.  | „Every Little Thing”         | 3:40    |
| 8.  | „World Of Stars”             | 3:37    |
| 9.  | „Night To Remember”          | 3:18    |
| 10. | „This Time”                  | 3:22    |
| 11. | „In Your Eyes”               | 4:30    |
| 12. | „How Deep Is Your Love”      | 3:32    |
| 13. | „Paradise”                   | 4:01    |
|     |                              | 47:28   |